# Ташилунпо
Ташилунпо́ (Ташилхунпо, Ташилумпо, Даший-лунбо; тиб. བཀྲ་ཤིས་ལྷུན་པོ།, Вайли: bkra shis lhun po, кит. 扎什伦布寺) — один из крупнейших буддийских монастырей Тибетского автономного района КНР, находится в городском округе Шигадзе. Монастырь построен в 1447 году на холме недалеко от центра тогдашнего города. Полное название монастыря по-тибетски буквально означает «всё счастье и благополучие собрано тут».

## История

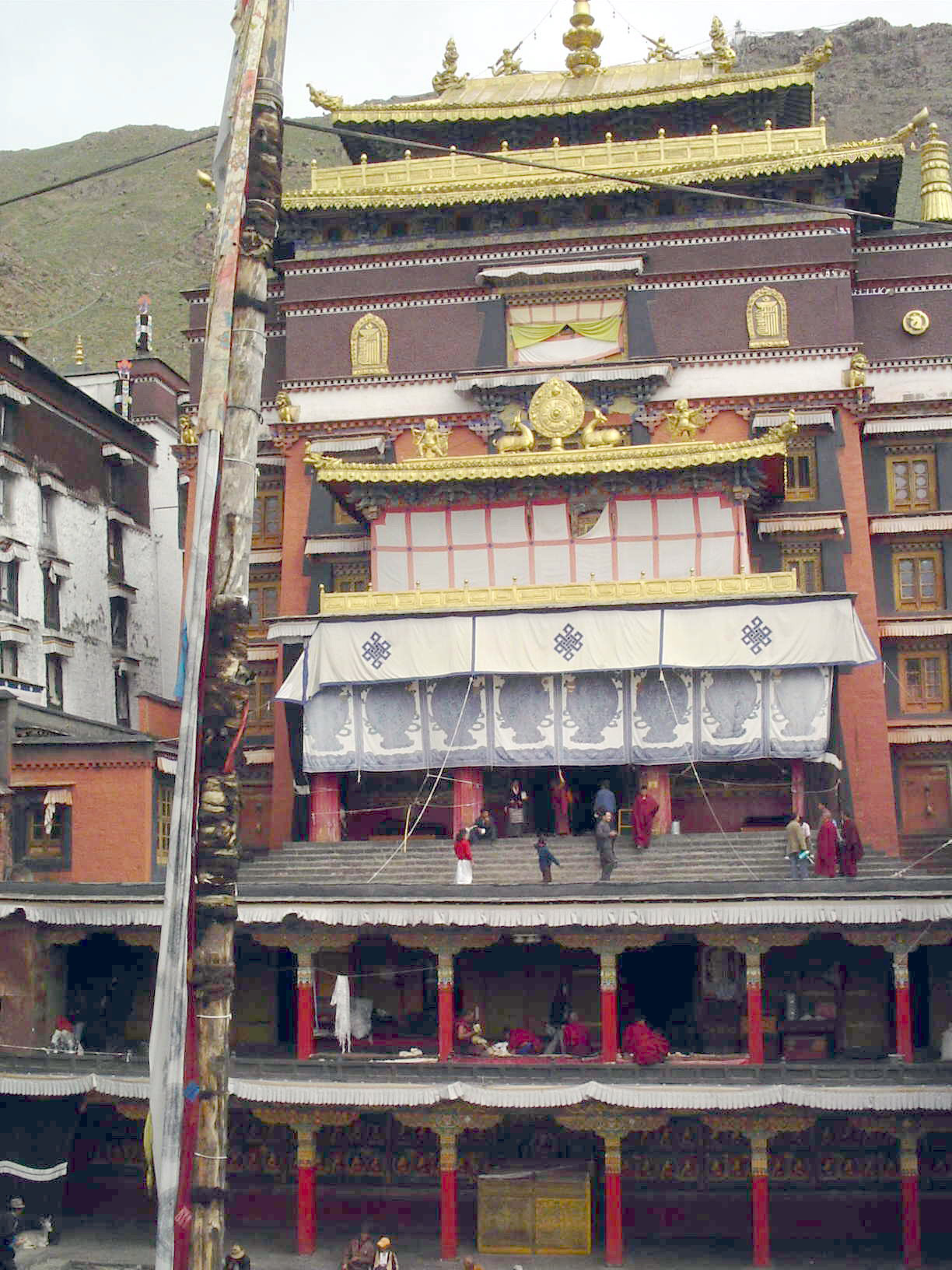

Монастырь Ташилунпо традиционно является резиденцией Панчен-ламы, второго по значимости иерарха-тулку школы Гелуг после Далай-ламы. Панчен-лама является эманацией будды Амитабхи.
Ташилунпо основал Гендун Дубпа, ученик Цонкапы, который был признан после смерти Первым Далай-ламой; средства на строительство собирали знатные тибетцы. Монастырь был значительно расширен Четвёртым Панчен-ламой Лобсангом Чокьи Гьялцэном. Также именно при Чокьи Гьялцэне Ташилунпо стал местом пребывания Панченов (многие из которых содействовали расширению и укреплению монастыря).
В Ташилунпо находятся погребальные ступы с останками Первого Далай-ламы и нескольких Панчен-лам. Самая большая ступа была возведена в 1666 году для Четвёртого Панчен-ламы, при котором монастырь обрёл нынешний облик. Эта одиннадцатиметровая ступа сделана из чистого золота и украшена драгоценными камнями. Немногим уступает по своему великолепию и более поздняя ступа Восьмого Панчен-ламы.
Ташилунпо славится также самой большой в Тибете статуей будды Майтреи высотой 26 метров. На её изготовление ушло 279 кг золота, почти столько же серебра, 116 тонн бронзы, более сорока алмазов и тысячи жемчужин.

На полу в этом зале можно увидеть большую свастику, выложенную из драгоценных камней. 

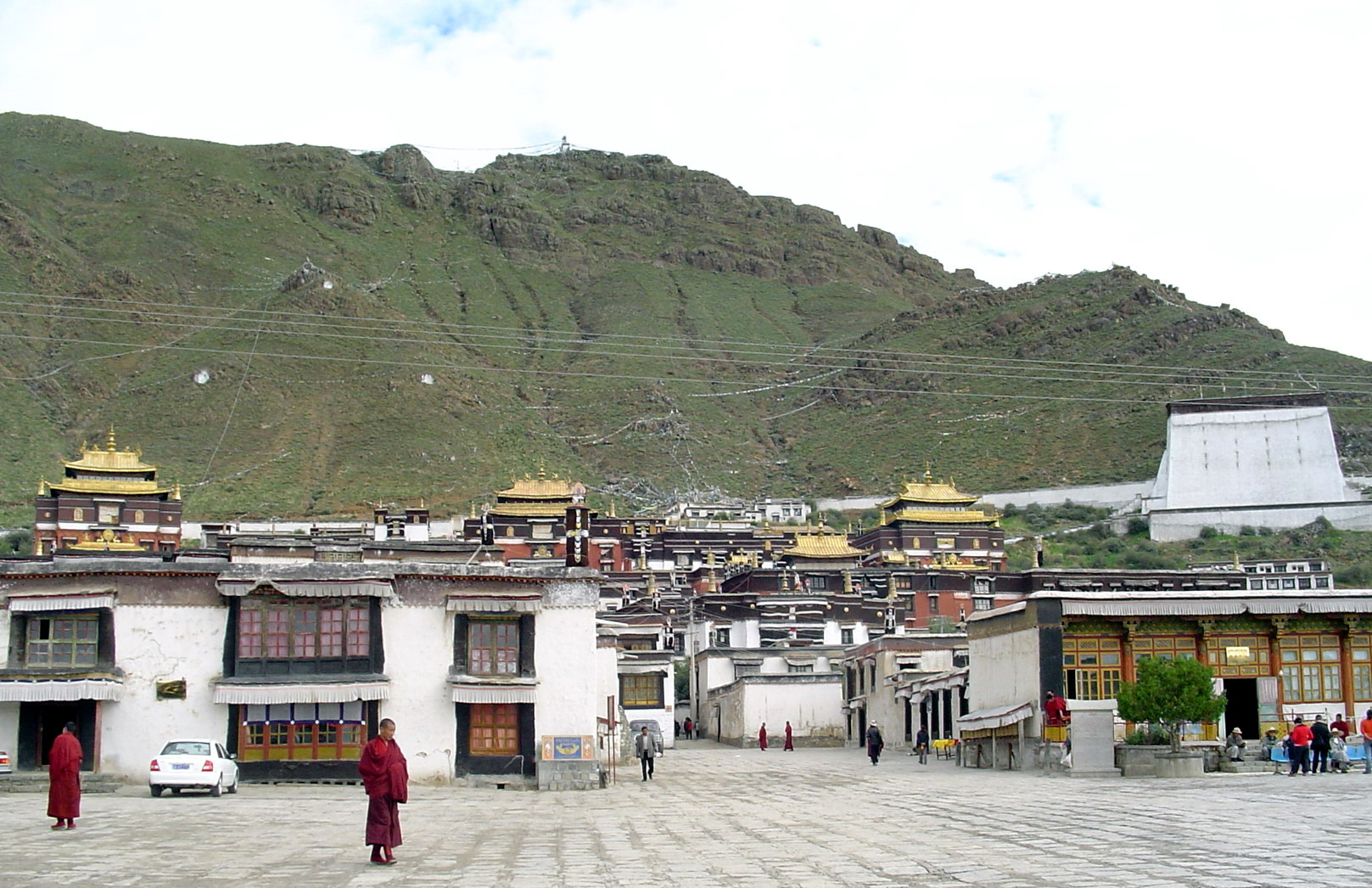
Общий вид монастыря Ташилунпо в Шигадзе

Сейчас в монастыре Ташилумпо проживает признанный Пекином Одиннадцатый Панчен-лама Гьялцен Норбу. Вместе с тем Гедун Чокьи Ньима, признанный Далай-ламой, находится «под защитой» китайских властей; он фактически арестован и место его пребывания не объявлено с 1995 года.
В 1972 году в Индии в тибетском поселении Билакуппе в Карнатаке был открыт другой монастырь Ташилунпо, который возглавляют также представители комиссии по поиску перерожденца Десятого Панчен-ламы.